# Epoca post-Război Rece
Epoca post-Război Rece este perioada istoriei ce urmează finalului Războiului Rece, marcată de destrămarea Uniunii Republicilor Sovietice Socialiste din decembrie 1991. Printre evenimentele ce au marcat această perioadă se numără obținerea independenței fostelor republici ale Uniunii Sovietice și introducerea sistemului economiei de piață în Europa de Est. Aceasta este de asemenea perioada când Statele Unite ale Americii, fostul rival al Uniunii Sovietice, și-au atins apogeul puterii, devenind singura superputere a lumii.
Hegemonia americană a scăzut în perioada anilor 2020. Pandemia de COVID-19 și anumite războaie din această perioadă vor duce la apariția și utilizarea termenului de al Doilea Război Rece, marcând așadar sfârșitul perioadei post-Război Rece.